# Andy Weir
Andrew Taylor Weir (n. 16 iunie 1972, Davis, California, SUA) este un scriitor american de literatură științifico-fantastică. A primit premiul Astounding pentru cel mai bun scriitor debutant în 2016 și lucrarea sa Proiectul Hail Mary a fost finalistă la Premiul Hugo pentru cel mai bun roman în 2022.

## Biografie
Andy Weier s-a născut în Davis, California și a crescut în Milpitas. În liceu, a început să studieze computerele. La vârsta de 15 ani, a început să lucreze ca programator la Sandia National Laboratories din Livermore, unde tatăl său a lucrat ca fizician. Mama lui a fost inginer electrician.
A studiat informatica la Universitatea din California, San Diego și a lucrat pentru companii precum AOL, Palm și Blizzard Entertainment (Weier a fost unul dintre programatorii Warcraft II: Tides of Darkness). În prezent locuiește în Mountain View și lucrează pentru MobileIron.
El este interesat de studiul fizicii relativiste, mecanicii orbitale și istoria astronauticii cu echipaj. Potrivit lui Weier, este un tocilar și un botanist. A urmărit toate episoadele din serialul britanic Doctor Who , atât clasice, cât și moderne. Chiar și în copilărie, din momentul în care a început să citească, a devenit interesat de science fiction și a citit întreaga colecție de romane ale unor autori precum Robert A. Heinlein, Arthur C. Clarke, Isaac Asimov, aflate în biblioteca tatălui său. 
Weyer a început să scrie în genul science-fiction de multe ori, când era încă copil, dar singur a respins toate lucrările sale, considerându-le plictisitoare. A scris două romane, pe care le-a și șters. Toate lucrările sale timpurii au fost scrise în epoca „pre-Internet”, pe care Weier o consideră norocoasă, deoarece acum sunt imposibil de găsit.

## Lucrări scrise

### Romane
- Theft of Pride (versiune web în 2000)[13]
- Marțianul (versiune web în 2011; Random House 2014[14]) ISBN: 978-0804139021
- Artemis (Random House 2017) ISBN: 978-0553448122
- Proiectul Hail Mary (Random House 2021) ISBN: 978-0593135204

### Foiletoane și povestiri lungi
- Detectives (1986)[NB 1]
- Bonnie MacKenzie: The Life Story of a Mermaid (o poveste în curs de desfășurare)
- Moriarty (ficțiune a fanilor cu Sherlock Holmes)
- The Romana Chronicles/The Xoloans (ficțiune a fanilor cu Doctor Who)
- Randomize (Amazon Original Stories: Forward collection)[NB 2]

### Povestiri scurte
- Principles of Uncertainty[15] (colecție de ficțiuni flash, Tapas e-book 2016). Include următoarele povestiri:
  - "Access"
  - "Annie's Day"
  - "Antihypoxiant"
  - "Meeting Sarah"
  - "The Midtown Butcher"
  - "The Chef"
  - "The Egg" (povestire/audiobook) 2009
  - "The Real Deal"
  - "Yuri Gagarin Saves the Galaxy"
- "Bored World"
- "Twarrior"
- "Rat"
- "Randomize" (parte a colecției "Forward")
- "Lacero", prequel al Ready Player One (Ernest Cline, ed.), Subterranean Press 2016
- "Diary of an AssCan" (2015), prequel al The Martian[16]
- "The Martian: Lost Sols" (povestire pentru sărbătorirea a celei de a 10-a aniversări a The Martian)

### Romane grafice și benzi desenate
- Casey and Andy (2001–2008), un webcomic scris și desenat de Weir
- Cheshire Crossing (versiune web independentă din 2006–2008 cu artă de Weir; versiune web Tapas din 2017–2019 și carte Random House din 2019 cu artă de Sarah Andersen[17]) ISBN: 978-0399582073

### Audio
- James Moriarty, Consulting Criminal (Audible Studios 2017)
- The Egg and Other Stories (Audible Studios 2017)

### Cărți sursă
- GURPS Casey and Andy (artă de Weir; scrisă de David Morgan-Mar bazată pe webcomic de Weir; Steve Jackson Games 2005)[18][19]

### Alte lucrări
- Der Mars Survival Guide , un interviu cu Weir și sfaturile sale pentru supraviețuirea pe Marte, publicat sub formă de broșură[20]